# Gregory Elias
Gregory Elias (Willemstad, 1953) is een Curaçaose jurist, ondernemer en filantroop, bekend om zijn activiteiten in de trustsector. Voor zijn bijdragen aan cultuur en samenleving op Curaçao ontving hij in 2025 de Cola Debrotprijs.

## Levensloop
Elias werd geboren in Willemstad, Curaçao, en studeerde notarieel recht in Amsterdam. Na zijn studie keerde hij terug naar Curaçao en begon zijn carrière bij het trustkantoor Intertrust. In 2002 werd Intertrust verkocht aan Fortis MeesPierson, waarbij Elias als oprichter en directeur aanzienlijk verdiende. Na vijf jaar verliet hij het bedrijf en richtte in 2007 United Trust op, een trustmaatschappij met vestigingen in onder andere Nederland, Groot-Brittannië, Ierland en Luxemburg. United Trust beheert ongeveer tweeduizend rechtspersonen op Curaçao en biedt diensten aan bedrijven en particulieren voor het opzetten van fiscale structuren.

### Panama Papers en parlementaire ondervraging
Elias kwam in de publiciteit door zijn vermelding in de Panama Papers; zijn naam verscheen 312 keer in de gelekte documenten van het Panamese advieskantoor Mossack Fonseca. In 2017 werd hij ondervraagd door een parlementaire commissie van de Nederlandse Tweede Kamer over belastingontwijking. Elias benadrukte dat zijn activiteiten gericht zijn op belastingbesparing binnen de wettelijke kaders en dat hij de identiteit en herkomst van het vermogen van zijn cliënten controleert.

### Filantropie en culturele initiatieven
Naast zijn zakelijke activiteiten is Elias actief als filantroop. Via zijn stichting Fundashon Bon Intenshon ('FBI') ondersteunt hij sociale en culturele projecten op Curaçao, waaronder een voetbalschool voor kansarme kinderen. Hij is ook de initiatiefnemer van het Curaçao North Sea Jazz Festival, dat internationale artiesten naar het eiland brengt en een economische impuls geeft. In 2016 financierde Elias het historische optreden van The Rolling Stones in Havana, Cuba, waarbij hij de productiekosten van meer dan vijf miljoen euro op zich nam.

### Overname Banco di Caribe
In 2021 nam United Group Holdings BV, het holdingbedrijf van Elias, Banco di Caribe over. Deze overname, bevestigd door de Centrale Bank, betrof de bankactiviteiten op Curaçao, Bonaire, Aruba en Sint Maarten en was een belangrijke stap voor verzekeraar Ennia om financieel gezond te worden.